# The Swedish Connection
The Swedish Connection är en kommande svensk historisk och biografisk dramafilm som har premiär på strömningstjänsten Netflix under 2025. Den är regisserad av Thérèse Ahlbeck och Marcus Olsson som även skrivit filmens manus.

## Handling
Filmen utspelar sig under 1940-talet och kretsar kring byråkraten Gösta Engzell som arbetar på Utrikesdepartementet Tillsammans med sitt team kom han på en genialisk plan för att lura nazisterna när de insåg att judar i Norge och Danmark var på väg att fara illa. Filmen är baserad på verkliga händelser.

## Rollista (i urval)
- Henrik Dorsin
- Sissela Benn
- Jonas Malmsjö
- Carl Jacobson
- Richard Ulfsäter
- Figge Norling
- Stefan Gödicke
- Jonas Karlsson
- Johan Glans
- Marianne Mörck
- Oscar Töringe
- Loa Falkman
- Olle Jansson
- Johannes Lindkvist